# Xã Noble, Quận Dickinson, Kansas
Xã Noble (tiếng Anh: Noble Township) là một xã thuộc quận Dickinson, tiểu bang Kansas, Hoa Kỳ. Năm 2010, dân số của xã này là 1.917 người.